# Борго-Сан-Лоренцо
Борго-Сан-Лоренцо, Борґо-Сан-Лоренцо (італ. Borgo San Lorenzo) — муніципалітет в Італії, у регіоні Тоскана,  метрополійне місто Флоренція.
Борго-Сан-Лоренцо розташоване на відстані близько 250 км на північ від Рима, 22 км на північний схід від Флоренції.
Населення — 18 241 особа (2014).

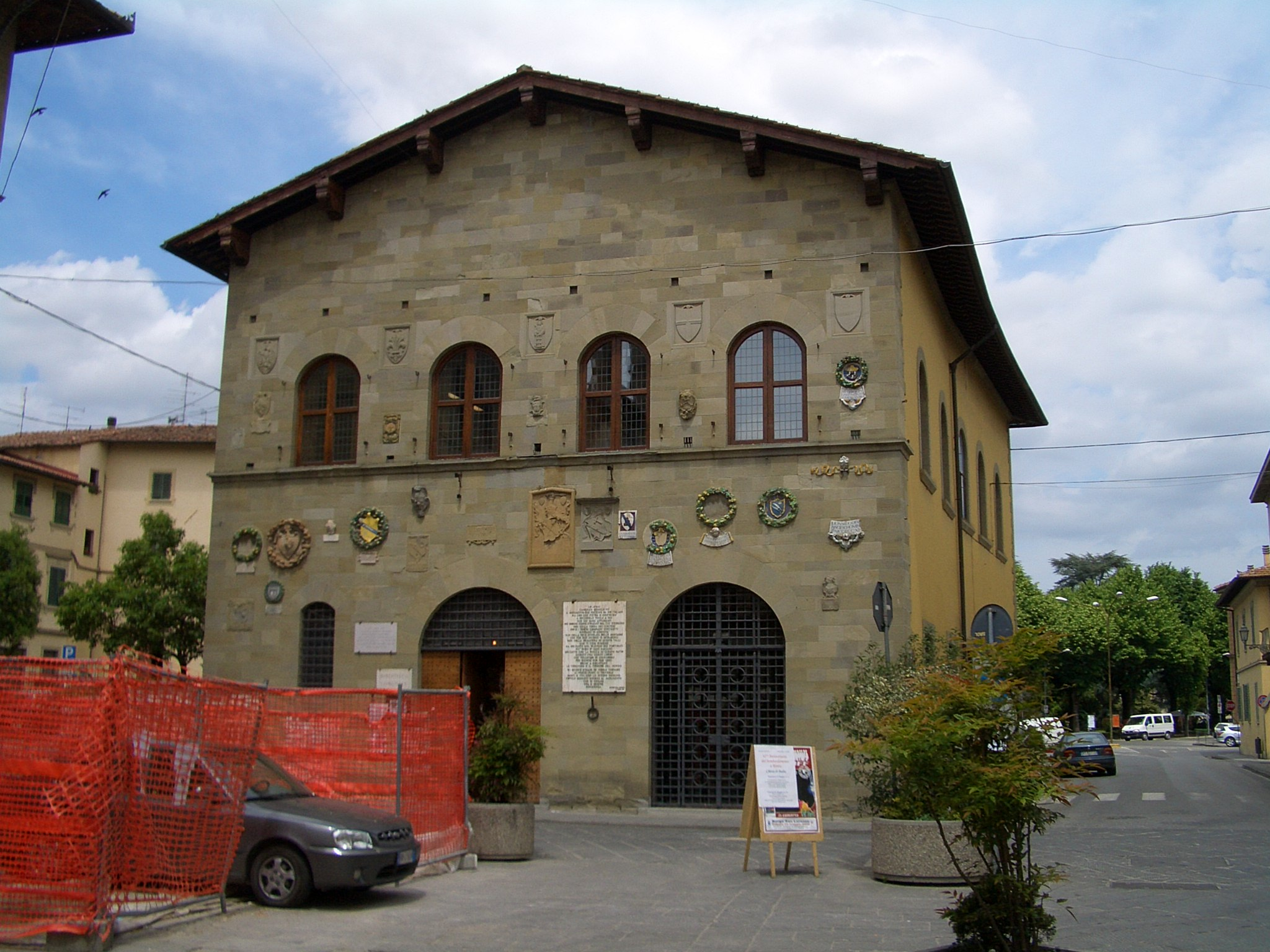

Щорічний фестиваль відбувається 10 серпня. Покровитель — Святий Лаврентій.

## Демографія
Населення за роками:

Станом на 1 січня 2023 року в муніципалітеті офіційно проживало 1714 іноземців з 86 країн, серед них 403 громадяни країн Євросоюзу та 29 громадян України.

## Уродженці
- Маттія Бані (*1993) — італійський футболіст, захисник.

## Сусідні муніципалітети
- Ф'єзоле
- Фіренцуола
- Марраді
- Палаццуоло-суль-Сеніо
- Понтассьєве
- Скарперія-е-Сан-П'єро
- Валья
- Віккьо